# 웬디 매클렌던커비
웬디 매클렌던커비(Wendi McLendon-Covey, 1969년 10월 10일 ~ )는 미국의 배우, 코미디언, 작가로 주로 코미디 드라마와 영화에 출여했다.

## 출연 작품
- 블렌디드 - 젠 역
- 왓 맨 원트 - 올리비아 역
- 엘리멘탈 - 게일 큐멀러스 역 (목소리)